# Karim Coulibaly
Abdou Karim Coulibaly (Bakel, 3 giugno 1993) è un calciatore senegalese naturalizzato francese, attaccante dell'Épinal.

## Statistiche

### Presenze e reti nei club
Statistiche aggiornate all'8 ottobre 2017.
| Stagione        | Squadra         | Campionato      | Campionato | Campionato | Coppe nazionali | Coppe nazionali | Coppe nazionali | Coppe continentali | Coppe continentali | Coppe continentali | Altre coppe | Altre coppe | Altre coppe | Totale | Totale | Totale |
| Stagione        | Squadra         | Comp            | Pres       | Reti       | Comp            | Pres            | Reti            | Comp               | Pres               | Reti               | Comp        | Pres        | Reti        | Pres   | Reti   |        |
| --------------- | --------------- | --------------- | ---------- | ---------- | --------------- | --------------- | --------------- | ------------------ | ------------------ | ------------------ | ----------- | ----------- | ----------- | ------ | ------ | ------ |
| 2012-2013       | Nancy           | L1              | 9          | 0          | CF+CdL          | 2+0             | 0               | -                  | -                  | -                  | -           | -           | -           | 11     | 0      |        |
| 2013-2014       | Nancy           | L2              | 19         | 3          | CF+CdL          | 0+2             | 0               | -                  | -                  | -                  | -           | -           | -           | 21     | 3      |        |
| 2014-2015       | Nancy           | L2              | 25         | 6          | CF+CdL          | 0+1             | 0+1             | -                  | -                  | -                  | -           | -           | -           | 26     | 7      |        |
| 2015-2016       | Nancy           | L2              | 15         | 1          | CF+CdL          | 0+1             | 0               | -                  | -                  | -                  | -           | -           | -           | 16     | 1      |        |
| 2016-2017       | Nancy           | L1              | 9          | 0          | CF+CdL          | 2+3             | 1+0             | -                  | -                  | -                  | -           | -           | -           | 14     | 1      |        |
| Totale Nancy    | Totale Nancy    | Totale Nancy    | 77         | 10         |                 | 11              | 2               |                    | -                  | -                  |             | -           | -           | 88     | 12     |        |
| 2017-2018       | Willem II       | E               | 3          | 0          | KB              | 0               | 0               | -                  | -                  | -                  | -           | -           | -           | 3      | 0      |        |
| Totale carriera | Totale carriera | Totale carriera | 80         | 10         |                 | 11              | 2               |                    | -                  | -                  |             | -           | -           | 91     | 12     |        |

## Palmarès

### Club

#### Competizioni nazionali
- Ligue 2: 1

Nancy: 2015-2016